# Calanthe pulchra
Calanthe pulchra là một loài lan. Loài này được tìm thấy ở Lào, Thái Lan, Borneo, Java, Malaysia, Philipin và Sumatra trong các khu rừng ẩm ướt ở độ cao trên 130 đến 1700 mét.
Đồng âm gồm: Alismorchis pulchra (Blume) Kuntze 1891; Amblyglottis pulchra Blume 1825; Calanthe curculigoides Lindl. 1833; Styloglossum nervosa Breda 1827

## Hình ảnh

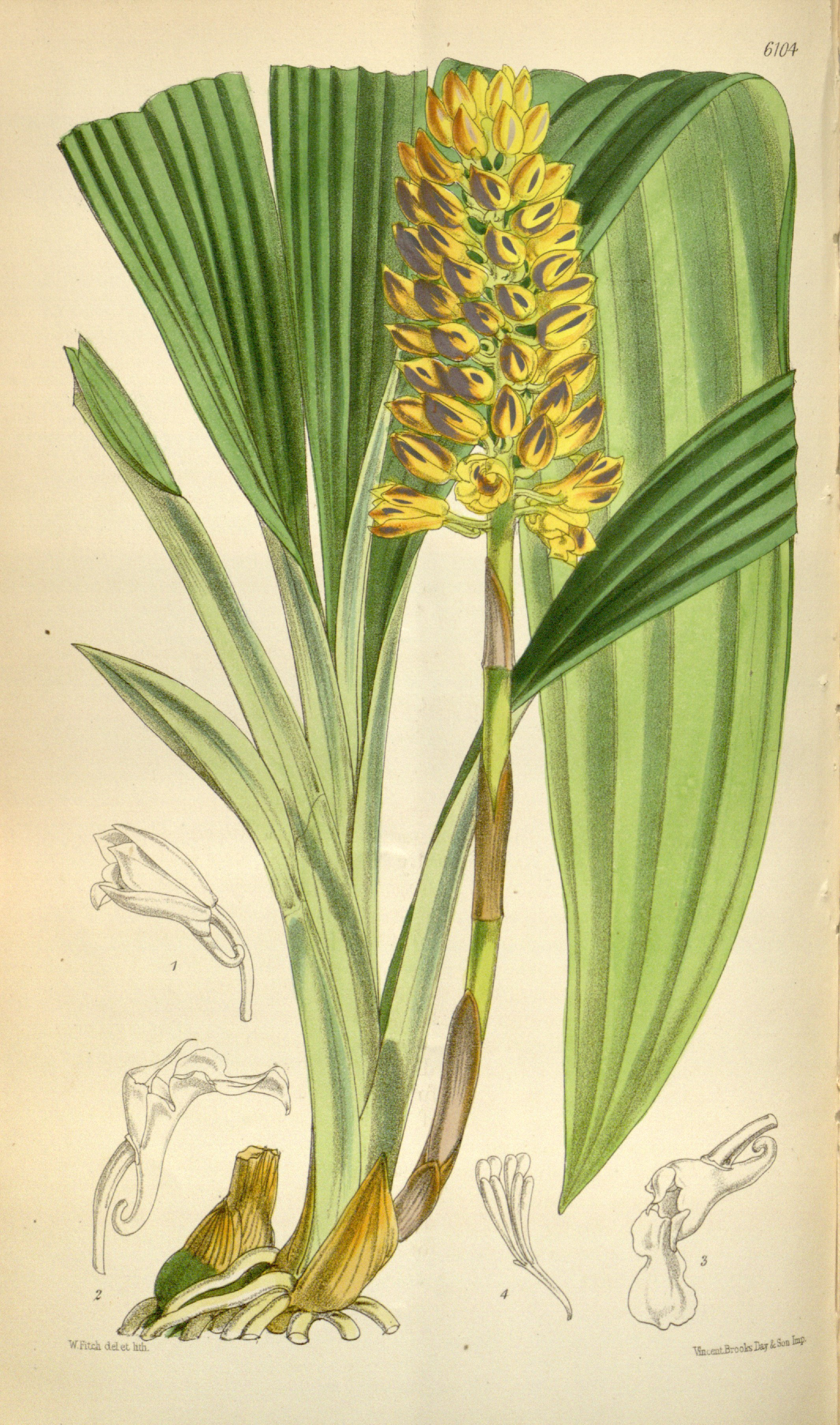
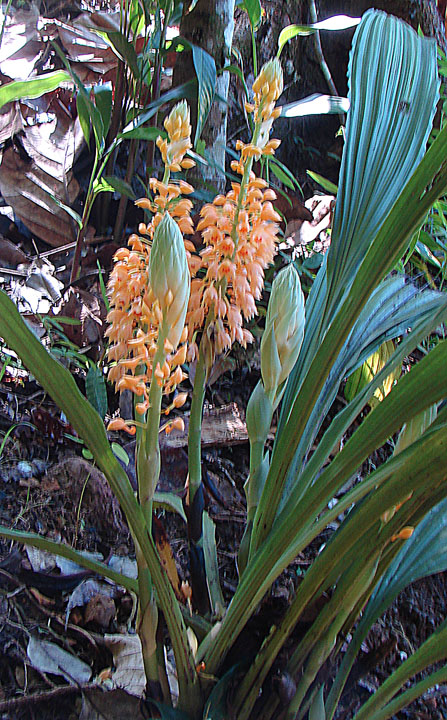